# Pseudorhaphitoma ethekwini
Pseudorhaphitoma ethekwini é uma espécie de gastrópode do gênero Pseudorhaphitoma, pertencente a família Mangeliidae.